# Фишер, Хизер
Хизер Маргарет Фишер (англ. Heather Margaret Fisher, родилась 13 июня 1984 года в Бирмингеме) — английская регбистка, выступавшая на позиции фланкера. Внешне выделяется на поле лысиной, что является следствием серьёзной алопеции.

## Биография
Окончила Кингтонскую школу, Уорикширский и Батский колледжи и Кардиффский институт университета Уэльса по специальности «спорт». В настоящее время учится в магистратуре Глостерширского университета по специальности «физическая подготовка». У Хизер серьёзная алопеция; также на протяжении трёх лет она страдала от анорексии и даже была госпитализирована — только когда врачи объяснили ей, что ей нельзя голодать, если она хочет стать спортсменкой, Хизер прекратила голодовку. Вне регби работала в пожарной охране, а также преподавала в школе Бирмингема математику. Её родители рано развелись: брат и сестра остались жить с отцом.
До прихода в регби Хизер занималась бобслеем и выступала от сборной Великобритании на юниорских чемпионатах мира и Европы; была среди кандидатов на поездку от сборной Великобритании на Олимпиаду в Ванкувере, однако после заезда на турнире в Санкт-Морице решила покинуть этот вид спорта из-за чрезмерной усталости (она не была дома по полгода, зарабатывая сумму до 25 тысяч фунтов стерлингов). Из нетбола её дисквалифицировали однажды за удар локтем.
В регби Хизер пришла в 2009 году по совету отчима, дебютировав в сборных по регби-15 и регби-7; её первым наставником был Саймон Амор. В 2010 году она ощутила последствия алопеции: справиться с ощущениями ей помогла Дэниэла Уотерман, предложившая Хизер побриться наголо. Выступала за сборную по регби на Кубке мира 2010 года (серебряные медали) и на Кубке мира 2014 года (чемпионка мира), а также дважды брала женский Кубок шести наций в 2010 и 2011 годах, выигрывая Большой шлем. Всего за сборную Англии она сыграла 81 встречу.
В составе сборной Англии по регби-7 выигрывала чемпионат Европы 2012 года, на Играх Содружества 2018 года стала бронзовым призёром. Участница Кубков мира по регби-7 2009, 2013 и 2018 годов. В составе сборной Великобритании играла на Олимпиаде-2016 в Рио-де-Жанейро (4-е место).
Вне регби Фишер участвовала в шоу Celebrity SAS: Who Dares Wins, в котором звёзды проходят службу в Особой воздушной службе — по ходу передачи выяснилось, что у Фишер страх высоты, а вне поля она не обладает таким агрессивным характером.
6 сентября 2021 года Хизер Фишер объявила о завершении игровой карьеры: прежде она брала перерыв в 2018 году из-за эмоциональной усталости.